# Некрасовка (район Москвы)
Некра́совка — район в Юго-Восточном административном округе Москвы, а также соответствующее ему муниципальное образование. Район расположен за МКАД. Фактически состоит из трёх частей: «старой» Некрасовки (жилой посёлок работников станции аэрации), промзоны (станция аэрации и прилегающие предприятия) и Люберецких полей (новый жилой район, соединён с основной частью района узким перешейком в районе Бедринского озера); до присоединения последних в 2011 году был эксклавом в Московской области, сейчас граничит с районом Косино-Ухтомский Восточного административного округа, таким образом являясь эксклавом ЮВАО.
Площадь района на начало 2010 года составляла 558,47 га, после присоединения Люберецких полей она увеличилась на 578,9 га, то есть примерно в 2 раза. Население — 112 860 чел. (2024). Площадь жилого фонда района — 385,5 тыс. м².(2010).
Район является одним из самых наиболее быстро растущих районов в Москве. Прежде всего это связано с доступностью жилья.
На протяжении многих лет жители района страдают от экологических проблем, вызванных работой мусоросжигательного завода #4 и Люберецких очистных сооружений.

## История
В 1910 году Московская городская Управа создала комиссию из опытных инженеров, работавших в области канализации города Москвы. Комиссия выполнила большой объём изыскательских и проектных работ, в результате которых был подготовлен доклад, где указывалось на подходящие земли для новых полей орошения. Своим рождением Люберецкие поля орошения во многом обязаны П. Ф. Королькову. Результатом явилось приобретение песчаных земель, общей площадью 1786,85 га у купцов-владельцев Некрасова (что дало название будущему рабочему посёлку по фамилии купца-чаеторговца Некрасова), Скальского (с. Бедрино) и Шаховского (с. Зенино). В последующие годы ещё докупались участки земель и к январю 1914 года образовалось Люберецкое имение, общей площадью 1858,3 десятин. 16 июля 1914 года был утверждён проект устройства осадочных бассейнов на Люберецких полях орошения.
20 июня 1915 года Московская городская Дума одобрила порядок производства работ в период 1915—1917 гг. по возведению зданий на Люберецком загородном участке, необходимых для эксплуатации 525 десятин Люберецких полей орошения. С этого дня ведёт своё летоисчисление посёлок Некрасовка, который в 2000 году широко отметил своё 85-летие.
В 1962 году была построена Люберецкая станция аэрации (ЛСА) мощностью 1,5 млн  м³ в сутки. В этом же году Некрасовка получила официальный статус посёлка городского типа и перешла в административное подчинение к Ждановскому районному совету Москвы. С образованием в Москве в 1968 году Волгоградского района посёлок Некрасовка был включён в его состав.
28 сентября 2011 года были внесены изменения в законы города Москвы, согласно которым в состав Некрасовки официально были включены Люберецкие поля, где строится новый крупный микрорайон. 

## Население
| 1970     | 1979     | 1989     | 2002    | 2010    | 2012    | 2013    |
| -------- | -------- | -------- | ------- | ------- | ------- | ------- |
| 5442     | ↗5606    | ↗7324    | ↗7803   | ↗19 940 | ↗20 074 | ↗21 324 |
| 2014     | 2015     | 2016     | 2017    | 2018    | 2019    | 2020    |
| ↗27 738  | ↗35 933  | ↗43 619  | ↗46 989 | ↗63 275 | ↗71 943 | ↗83 525 |
| 2021     | 2023     | 2024     |         |         |         |         |
| ↗104 862 | ↗108 388 | ↗112 860 |         |         |         |         |

### Национальный состав
По итогам переписи населения 2020 года проживали следующие национальности (национальности менее 0,1 % и другое, см. в сноске к строке «Другие»):
| Национальность | Численность, чел. | Доля     |
| -------------- | ----------------- | -------- |
| Русские        | 62 603            | 59,70 %  |
| Татары         | 1665              | 1,59 %   |
| Армяне         | 560               | 0,53 %   |
| Узбеки         | 433               | 0,41 %   |
| Азербайджанцы  | 421               | 0,40 %   |
| Украинцы       | 312               | 0,30 %   |
| Киргизы        | 309               | 0,29 %   |
| Таджики        | 259               | 0,25 %   |
| Чуваши         | 254               | 0,24 %   |
| Мордва         | 182               | 0,17 %   |
| Калмыки        | 126               | 0,12 %   |
| Белорусы       | 109               | 0,10 %   |
| Лезгины        | 108               | 0,10 %   |
| Другие         | 37 521            | 35,80 %  |
| Итого          | 104 862           | 100,00 % |

## Промышленность
Среди двенадцати промышленных предприятий района ведущее место занимают Люберецкие очистные сооружения.
Для нужд «Мосводоканала» на территории Люберецких очистных сооружений производственного управления «Мосочиствод» МГУП «Мосводоканал» будет построен завод по производству раствора гипохлорита натрия для обеззараживания воды. Площадь, выделенная для создания предприятия по производству гипохлорита натрия — 6 га. По данным «Мосводоканала» строительство завода потребует 4,8 млрд руб., инвестор будет определён на торгах.

## Инфраструктура
В районе функционируют 13 детских садов (в т.ч. и частные), шесть школ (№ 1366, 1595 (гимназия), 2051, 2053, 2089, 2048), Дом культуры «Заречье», Центр развития творчества детей и юношества, библиотека, СШ №4 (бассейн, спортзал, стадион), физкультурно-оздоровительный комплекс , Центр физической культуры и спорта ЮВАО г. Москва , две поликлиники, в одной из которых кроме оказания медицинских услуг также можно получить полис обязательного медицинского страхования, больница, аптеки, парикмахерские, ателье, Центр социального обслуживания населения, отделение «Сбербанка», почтовое отделение, мировые судьи.

### Православные храмы
В 2001 году в районе был открыт небольшой храм в честь преподобного Сергия Радонежского, приписной к храму Успения Божией Матери в Косино. При храме действует взрослая и детская воскресные школы.
В 2010 году было начато строительство нового большого храма — храма иконы Божией матери «Воспитание». Храм выполнен в византийских традициях: квадратное основание с большим центральным куполом и четырьмя куполами меньшего размера по углам, с четырьмя приделами (боковые приделы в два яруса) и хорами. Размеры храма 20,5 × 23,6 (20,5) м, высота до шара креста 19,3 м. Внутренний диаметр центрального барабана 12 м. Вместимость 800 человек. Автор проекта — заслуженный архитектор России Андрей Анисимов.
Храмы находятся по адресу: улица 1-я Вольская, дом 1, строения 1 и 2. Входят в состав Влахернского благочиния Московской городской епархии.

## Транспорт
Метрополитен:
- станция метро «Некрасовка» Некрасовской линии

Железнодорожный транспорт:
- МЦД Люберцы-1 (2 км).
- Станция Люберцы-2 (360 м).

Автобусы:
Подмосковный транспорт —
- №31 Станция Люберцы-1 — Марусино — Мотяково
- №31п Станция Люберцы-1 — Школа
- №78 Улица Барыкина — Поликлиника — Улица Барыкина
- №1225D Школа — Магазин Пятёрочка — Школа

Московский транспорт—
- №722 Станция метро «Выхино» — Метро Некрасовка
- №723  2-й Московский крематорий — Некрасовка
- №726 Некрасовка — 4-й микрорайон Кожухово
- №788 Станция метро «Лухмановская» — 13-й квартал Люберецких полей
- №784 Метро Лухмановская — Сочинская улица
- №849 9-й микрорайон Кожухова — Некрасовская улица
- №855 9-й микрорайон Кожухова — 17-й квартал Люберецких Полей
- №885 3-й микрорайон Новокосино — 3-й квартал Люберецких Полей
- №893 Метро «Лухмановская» — Некрасовская улица

Маршрутное такси:
- №3 Платформа Красково — МЦД Люберцы-1
- №9 Люберцы-I|МЦД Люберцы-1 — Мотяково
- №14 Люберцы-I|МЦД Люберцы-1 — ЖК Новоград Павлино
- №40 ТЦ Старкт — Метро Котельники
- №942 Некрасовка — микрорайон Белая Дача (г. Котельники) — станция метро «Братиславская»
- №1121 ЖК Коренёвский Форт – 3 — Метро Люблино
- №1182 Станция «Люберцы» — 13-й квартал Люберецких полей
- №1206 Станция метро «Некрасовка» — Станция метро «Выхина»
- №1227к Станция метро «Новокосино» — ТЦ Старкт
- №1229к Мега (Ашан, Икеа) — Станция Железнодорожная
- №1230к Улица Барыкина — Рынок Садовод, Улица Барыкина — Таможенная академия — Улица Барыкина, Улица Барыкина — Станция метро «Некрасовка»

## Окружающая среда (экология)
На протяжении многих лет жители района жалуются на плохую экологическую обстановку из-за периодических выбросов в атмосферу зловонных и вредных веществ.
Выбросы связаны с работой следующих предприятий и объектов, оказывающих негативное воздействие на окружающую среду:
- Люберецкие очистные сооружения (запах канализации)[28];
- Втормет (запах жжёного пластика)[29];
- Полигон ТБО «Кучино» (свалочный газ)[30];
- Полигон ТБО «Торбеево» (свалочный газ);
- Мусоросжигательный завод №4 (выбросы диоксинов, ртути и т.д.)[31];

На территории Некрасовки также расположен полигон ТБО «Некрасовка», который не оказывает какого-либо воздействия на атмосферный воздух.

## Реконструкция
С 2005 года в районе проводится масштабная реконструкция с полным сносом пятиэтажных домов (на старой территории[уточнить]) и строительством новых многоэтажных жилых домов (согласно постановлению «О проекте планировки территории посёлка Некрасовка Юго-Восточного административного округа города Москвы»).

## Парки и скверы
Какое-то время Некрасовка не располагала комфортной парковой инфраструктурой, и жители района выбирали для отдыха Наташинский парк и Люберецкий ПКиО, расположенные в городе Люберцы. В 2018—2020 годы ситуация изменилась: появились несколько современных общественных пространств, в проекте — создание парковой зоны у озера Чёрное.
Парк «Купеческие угодья» был разбит в 2013 году. Занимает площадь 2, 77Га. Был благоустроен в 2018 году, после чего в нём появились современные детские площадки и спортивные зоны, беседки и зона барбекю, площадка для выгула собак. Проект благоустройства парка был разработан вместе с жителями района.
Аллея влюблённых — общественное пространство, обустроенное в 2019 году в рамках создания комфортной городской среды «Мой район». Аллея протянулась вдоль улицы Люберка, имеет фактический адрес улица 2-я Вольская, д. 1к3. Территория получила народное название благодаря тому, что несколько лет подряд близлежащий пруд активно посещали молодожёны и вешали «замочки любви» на перила. В ходе работ по благоустройству болотистые участки территории были осушены, пруд реабилитирован, в начале аллеи установлена входная арка в виде сердца, обустроены детские площадки, зона отдыха под навесами, памп-трек, хоккейная коробка и площадка для выгула собак.
Аллея сказок — общественное пространство, обустроенное в 2019 году по программе мэра Москвы Сергея Собянина «Мой район». Фактический адрес — улица 1-я Вольская (от дома 13к2 до дома 15к1). Территория, украшенная фигурами персонажей русских сказок, существует на этом месте с 2011 года. Имеет две фантазийно оформленные входные группы. В ходе благоустройства некоторые фигуры заменили на новые, некоторые обновили. Все фигуры оснастили подсветкой и сопроводили МАФами. Вблизи аллеи с фигурами была обустроена большая детская площадка, а также уличная площадка с тренажёрами и воркаут.